# Клей, Генри
Генри Клей (англ. Henry Clay; 12 апреля 1777, округ Хановер, Виргиния — 29 июня 1852, Вашингтон, округ Колумбия) — американский юрист и государственный деятель, который представлял штат Кентукки в сенате США и Палате представителей США, был 7-м спикером Палаты и 9-м госсекретарём. Клей был кандидатом в президенты на выборах 1824, 1832 и 1844 года, хотя и не смог победить. Он стоял у истоков Республиканской партии и Партии вигов, умел разрешать политические кризисы, чем заслужил прозвище «Великого мастера компромиссов». Вместе с Даниелем Уэбстером и Джоном Кэлхуном он принадлежал к так называемому «Великому триумвирату».

## Биография
Клей родился в Вирджинии в 1777 году. Окончил Трансильванский университет.
Работал юристом в кентуккийском Лексингтоне, вступил в Демократическо-республиканскую партию, был избран в легислатуру Кентукки в 1803 году.
В 1809 году между ним и Хамфри Маршаллом в городе Кларксвилле произошла дуэль (за пределами штата Кентукки, чтобы обойти антидуэльные законы).
В 1810 году он был избран Палату представителей США. 
В 1811 году он был избран Спикером палаты представителей и, вместе с президентом Джеймсом Мэдисоном управлял страной в годы Англо-американской войны 1812 года. В 1814 году он способствовал заключению Гентского договора, который завершил войну, а затем снова стал спикером палаты и на этом посту развивал американскую экономику, управляя федеральными инвестициями, поддерживая национальный банк и вводя протекционистские тарифы. В 1820 году он уладил крупный конфликт, добившись заключения Миссурийского компромисса.
Он был кандидатом в президенты на выборах 1824 года, помог победить Джону Квинси Адамсу, который назначил его госсекретарём. В 1831 году Клей стал сенатором и стал кандидатом на президентских выборах 1832 года, но проиграл Эндрю Джексону. Он способствовал разрешению таможенного кризиса 1832 года. Будучи в оппозиции Джексону, он вместе с Гаррисоном и Уэбстером создал партию вигов и долгое время был лидером этой партии.
Клей представлял штат Кентукки как в Сенате, так и в Палате представителей, в которой он также занимал должность спикера. В 1834—1836 годах был председателем сенатского Комитета по международным отношениям. В кабинете президента Джона Куинси Адамса, избранию которого способствовал при голосовании в Палате представителей, Клей занимал пост государственного секретаря.
Клей пытался стать президентом на выборах 1840 года, но на партийных выборах победил Гаррисон. В 1841 году он оказался в конфликте с президентом Тайлером, покинул сенат и участвовал в президентских выборах 1844 года, где его с небольшим отрывом обошёл Джеймс Полк. Клей осуждал политику Полка и войну с Мексикой, участвовал в выборах 1848 года, но партия предпочла ему Закари Тейлора, который и стал президентом. В 1849 году Клей вернулся в сенат и был творцом Компромисса 1850 года, который отсрочил политический кризис, связанный со спорами о рабстве. Клей считается одним из самых ярких и влиятельных политиков своего времени, чей уход из политики во многом приблизил Гражданскую войну в США.

### Статьи
- Нечай С. Л. Политическая платформа Джеймса Монро и формирование президентской администрации // Всеобщая история: современные исследования: Межвузовский сборник научных трудов. — Брянск, 2012. — Вып. 21. — С. 99-109.
- Нечай С. Л. Президентские выборы в США в 1820 и 1824 годах: от индифферентности к электоральной активности // Американистика: актуальные подходы и современные исследования. Вып. 8. — Курск, 2016. — С. 27-41.
- Robert Seager II. Henry Clay and the Politics of Compromise and Non-Compromise (англ.) // The Register of the Kentucky Historical Society. — Kentucky Historical Society, 1987. — Vol. 85, iss. 1. — P. 1—28.